# Paragoniochernetinae
Sous-famille
Les Paragoniochernetinae sont une sous-famille de pseudoscorpions de la famille des Withiidae.

## Distribution
Les espèces de cette sous-famille se rencontrent en Afrique subsaharienne et en Arabie saoudite.

## Liste des genres
Selon Pseudoscorpions of the World (version 3.0) :
- Cyrtowithius Beier, 1955
- Ectromachernes Beier, 1944
- Paragoniochernes Beier, 1932
- Pseudatemnus Beier, 1947
- Pseudochernes Beier, 1954

## Publication originale
- Beier, 1944 : Über Pseudoscorpioniden aus Ostafrika. Eos, Madrid, vol. 20, p. 173-212.